# Офіційна Україна сьогодні
«Офіційна Україна сьогодні» — український довідник, що містить інформацію про органи державної влади та біографічні довідки урядовців.
Проєкт започаткувало 1995 року видавництво К.І.С.

## Мета проєкту
Найширше інформування про владні структури України для того, щоб покращити та полегшити контакти з управлінцями, зробити «прозорішим» державний механізм.